# Obligation naturelle en droit civil français
 (mars 2012).
Si vous disposez d'ouvrages ou d'articles de référence ou si vous connaissez des sites web de qualité traitant du thème abordé ici, merci de compléter l'article en donnant les références utiles à sa vérifiabilité et en les liant à la section « Notes et références ».
L'obligation naturelle est une obligation qui ne trouve pas sa source dans une obligation juridique contraignante mais plutôt dans un devoir moral que le débiteur consent à exécuter. L'obligation naturelle est donc insusceptible d'exécution forcée. En revanche, l'obligation naturelle exécutée ne peut faire l'objet d'une répétition (d'un remboursement) sur le fondement de son inexistence juridique. 
L'obligation naturelle est par exemple celle qui découle d'une situation où des membres d'une famille décident de venir financièrement en aide à quelqu'un des leurs, sans qu'aucune obligation alimentaire ne soit mise à leur charge par le Code civil.